# 武黄铁路
武黄铁路，即武汉至黄州铁路，原称武汉新港江北铁路，是武汉新港的重要配套工程，连接京广、京九两条铁路干线的疏港铁路。铁路位于武汉市东部、长江以北，西起武汉市境内京广铁路滠口站，东至黄冈市境内京九铁路黄州站。

## 概况
铁路正线全长80.329公里，总投资约54.151亿元。其中，滠口至香炉山段为既有单线（原属于阳逻电厂专用线）改造并增建第二线，正线线路长约17.3公里；香炉山至林四房段为新建双线，正线线路长约22.776公里；林四房至黄州段为新建单线（预留复线条件），正线长约40.07公里。沿线分布有滠口（既有）、五通口、香炉山、林四房、大埠站、团风东、黄州（既有）共7个车站。线路设计时速120公里，按照国家一级铁路建设标准建设的货运线，全线实行电气化。项目分两期建设，其中滠口至香炉山段为一期工程，香炉山至黄州段为二期工程。该铁路是中国“四纵四横”铁路专线规划的一条货运铁路，建成后既可以实现铁水公多式联运，又可与京广、京九铁路大动脉相连，对武汉长江中游航运中心建设意义重大。

## 历史
2009年9月5日，一期工程黄陂区五通口站正式开建。铁道部对项目有部分投资支持，后来铁道部撤销，铁总成立，二期工程时铁总不再投资，只剩下湖北地方上七八家单位一起来筹集资金，造成工程停工长达5年。
2016年6月，江北铁路一期建成。9月1日，停工5年的武汉江北铁路二期工程，和一期的收尾工程重新开工。2018年4月28日，一期工程顺利贯通。2022年6月14日，全线唯一一座隧道，九龙宫隧道顺利贯通。
2023年12月25日，武黄铁路全线正式开通运营。